# James Hiroyuki Liao
James Hiroyuki Liao (New York, 6 febbraio 1976) è un attore statunitense noto per l'interpretazione di Roland Green in Prison Break, Jay Lee in Unforgettable e Albert Nguyen in Barry, oltre che per aver doppiato ed eseguito la motion capture di Kenji nel videogioco Ghost of Tsushima.

## Biografia
James Hiroyuki Liao è nato nel quartiere di Bensonhurst, a Brooklyn, New York, da padre taiwanese e madre giapponese. Crescendo ha frequentato la scuola di specializzazione presso il dipartimento d'arte drammatica della Juilliard School, diplomandosi nel 2004. Successivamente ha studiato al Marjorie Ballentine Studio, stringendo amicizia con Amaury Nolasco.
Dopo essere apparso in alcuni episodi di serie televisive quali 24, CSI - Scena del crimine, Bones, CSI: Miami e Law & Order - I due volti della giustizia, Liao ha interpretato Roland Glenn nella quarta stagione di Prison Break, per poi comparire come personaggio ricorrente in Barry e recitare al fianco di Jennifer Aniston nel film Management - Un amore in fuga.
Liao ha inoltre interpretato Song Liling in una produzione dell'Arena Stage di Washington di M. Butterfly.
Il 15 gennaio 2025 viene annunciato il suo ingresso nel cast della seconda stagione dell'adattamento live action Netflix di One Piece nel ruolo di Ipponmatsu.

## Filmografia

### Attore

#### Cinema
- Management - Un amore in fuga (Management), regia di Stephen Belber (2008)
- World Invasion (Battle: Los Angeles), regia di Jonathan Liebesman (2011)
- Into Darkness - Star Trek (Star Trek Into Darkness), regia di J. J. Abrams (2013)
- Lost Girls, regia di Liz Garbus (2020)
- Snake Eyes: G.I. Joe - Le origini (Snake Eyes: G.I. Joe Origins), regia di Robert Schwentke (2021)
- Superman, regia di James Gunn (2025)

#### Televisione
- Law & Order - I due volti della giustizia (Law & Order) – serie TV, episodio 14x22 (2004)
- CSI: Miami – serie TV, episodio 2x23 (2004)
- Law & Order - Il verdetto (Law & Order: Trial by Jury) – serie TV, episodio 1x04 (2005)
- Bones – serie TV, episodio 2x14 (2007)
- CSI - Scena del crimine (CSI: Crime Scene Investigation) – serie TV, 2 episodi (2007-2008)
- The Shield – serie TV, episodio 7x05 (2008)
- Prison Break – serie TV, 8 episodi (2008)
- 24 – serie TV, 3 episodi (2010)
- Dr. House - Medical Division (House, M.D.) – serie TV, episodio 7x23 (2011)
- Unforgettable – serie TV, 39 episodi (2013-2016)
- NCIS: New Orleans (NCIS) – serie TV, episodio 2x17 (2016)
- Heartbeat – serie TV, episodio 1x09 (2016)
- Preacher – serie TV, episodio 2x04 (2017)
- SEAL Team – serie TV, 3 episodi (2017-2018)
- Manifest – serie TV, episodio 1x03 (2018)
- Barry – serie TV, 6 episodi (2019-2022)
- Cowboy Bebop – serie TV, episodio 1x01 (2021)
- The Dropout – serie TV, 2 episodi (2022)
- Blue Bloods – serie TV, 7 episodi (2022-2024)
- Orphan Black: Echoes – serie TV, 9 episodi (2023)
- Presunto innocente (Presumed Innocent) – serie TV, 5 episodi (2024)
- Star Trek: Section 31, regia di Olatunde Osunsanmi – film TV (2025)

### Doppiatore
- Frankenweenie - film d'animazione, regia di Tim Burton (2012)
- Ghost of Tsushima - videogioco (2020)

## Doppiatori italiani
Nelle versioni in italiano delle opere in cui ha recitato, James Hiroyuki Liao è stato doppiato da:
- Emiliano Coltorti in World Invasion, Blue Bloods, Presunto innocente
- Andrea Lavagnino in Law & Order - I due volti della giustizia
- Mirko Mazzanti in CSI: Miami
- Nino D'Agata in CSI - Scena del crimine (ep. 7x15)
- Luigi Ferraro in CSI - Scena del crimine (ep. 8x11)
- Corrado Conforti in Management - Un amore in fuga
- Alessandro Rigotti in Prison Break
- Edoardo Stoppacciaro in The Shield
- Stefano Billi in 24
- Riccardo Scarafoni in Dr. House - Medical Division
- Francesco Meoni in Unforgettable
- Andrea Mete in NCIS: New Orleans
- Jacopo Calatroni in Preacher
- David Vivanti in SEAL Team
- Gabriele Lopez in Manifest
- Raffaele Carpentieri in Barry
- Fabio Boccanera in Lost Girls
- Gianfranco Miranda in The Dropout
- Alessandro Budroni in Superman

Da doppiatore è sostituito da:
- Emiliano Ragno in Ghost of Tsushima[5]